# Ferrocarril en Bielorrusia

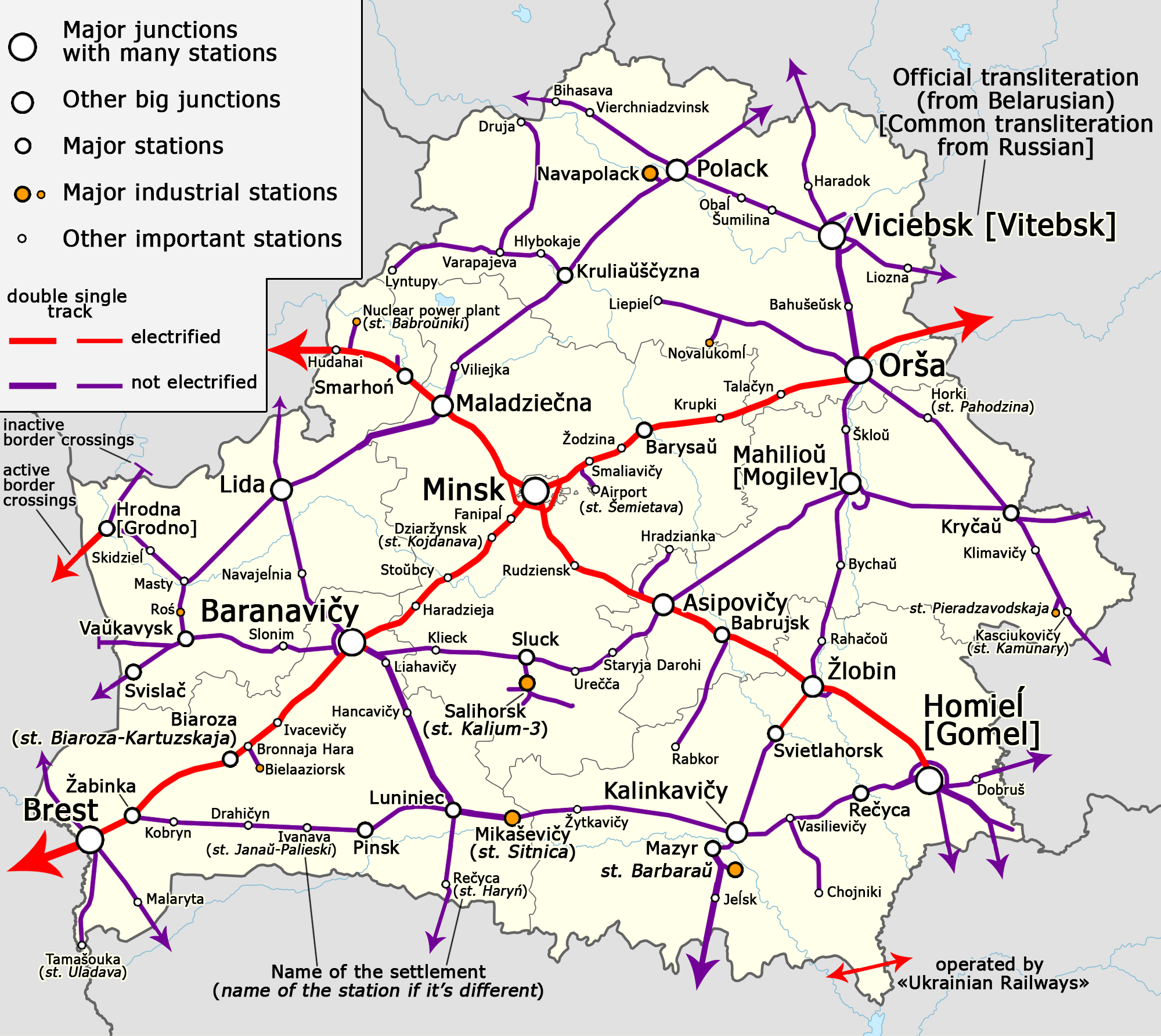
Mapa de los ferrocarriles en Bielorrusia.

El transporte ferroviario en Bielorrusia es propiedad de la compañía ferroviaria nacional BŽD / BČ (en bielorruso: Bielaruskaja Čyhunka / en ruso: Belorusskaja Železnaja Doroga). La red ferroviaria consta de 5.512 km, su ancho de vía es de 1.520 mm (ancho de vía ruso) y 874 km están electrificados.

## Historia
La primera línea que atravesó el país fue el ferrocarril San Petersburgo-Varsovia, que empezó a funcionar a finales de 1862. Incluía un tramo y una estación de ferrocarril en Hrodna. A mediados de la década de 1860, se construyó también una línea ferroviaria desde Daugavpils hasta Polatsk y más adelante hasta Vitebsk. La línea Varsovia-Brest, inaugurada en 1866, se completó hasta Moscú en 1871.

## Red
Bielorrusia es atravesada, de Brest a Orsha pasando por Minsk, por una línea ferroviaria internacional que conecta Berlín y Varsovia con Moscú. Otras líneas importantes son la Minsk-Gómel (a Kiev), la Orsha-Vítebsk (a San Petersburgo), la Minsk-Vilna y otras. Algunos trenes internacionales que sirven a Bielorrusia son el Pribaltika Riga-Odesa, el Minsk-Irkutsk y el Sibirjak Berlín-Novosibirsk (y otros destinos rusos).
La red nacional no cuenta con líneas de alta velocidad ni con trenes de alta velocidad.

## Ferrocarriles urbanos

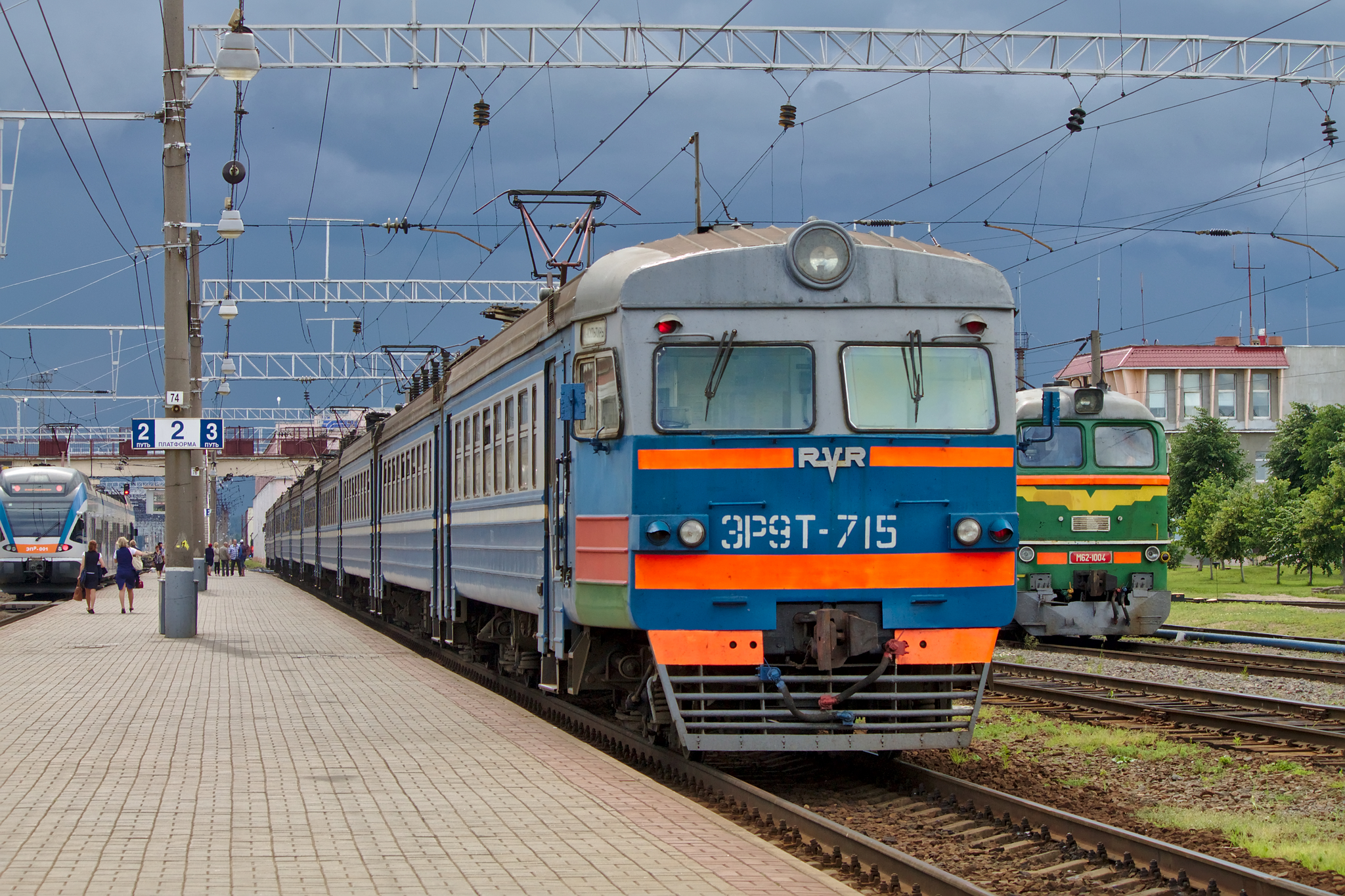
Trenes eléctricos en Orsha.

Minsk es la única ciudad que cuenta con un sistema de metro, el Metro de Minsk. La red consta de tres líneas: Awtazavodskaya, Maskoŭskaja y Zelenaluzhskaya. Las únicas ciudades con sistemas de tranvía son Minsk, Vitebsk, Mazyr y Novopolotsk.

## Enlaces ferroviarios con países adyacentes
- (Polonia) - sí - cambio de ancho de vía 1.520 mm/1.435 mm
- (Lituania) - sí
- (Letonia) - sí
- (Rusia) - sí
- (Ucrania) - sí